# 民主党 (韓国 1995-1997)
民主党（みんしゅとう）は1995年当時、韓国の最大野党「民主党」が金大中の政界復帰と新党創党で分裂後、改革新党と統合して結成された統合民主党（통합민주당）が翌1996年6月に「民主党」に党名改称した韓国の政党である。尚、李明博政権の野党第1党である民主党とは直接の関係はない。

## 概説
1992年12月の大統領選挙に敗れ政界を引退した金大中が、1995年7月18日に政界復帰を宣言した後、民主党内から自派系（東橋洞系）議員53名を離党させて新政治国民会議（国民会議）を創党したため、民主党は野党第1党の座から転落した。その後、民主党に留まった李基澤や李哲、盧武鉉を初めとするメンバーが改革新党（市民運動家や在野人士、旧民衆党人士が中心となって同年11月27日に結成）と、12月4日に統合を宣言して「統合民主党」（略称：民主党）を発足させた。
1996年4月の第15代総選挙では、市民運動出身者を多数擁立し「三金（金泳三・金大中・金鍾泌）政治の打破」を掲げて戦ったものの、強い支持基盤を持っていないことが災いして地域区で9議席、全国区を含めても15議席を獲得するのに留まり、院内交渉団体の資格（20議席以上）すら失う惨敗を喫した。選挙後に数名の議員が離党し、第15代国会開院（5月30日）時には12名となった。そして、6月4日の臨時党大会で党名を「民主党」に変更し、党機構を集団指導体制から総裁を中心とする単一指導体制に改め、李基澤を総裁に選出した。
1997年7月24日に行われた国会議員補欠選挙（浦項市）に出馬して敗北した李基澤が党総裁を辞任（8月4日）後、8月28日に行われた第4次党大会で趙淳ソウル市長を党総裁に選出した。そして9月11日の臨時党大会で同年12月に行われる大統領選挙の候補者に趙淳総裁を選出したが、三金政治清算と経済再生を名目に当時の与党である新韓国党と合同して11月21日に「ハンナラ党」を結成し、解体された。なお、盧武鉉や金元基など一部の政治家は国民会議に合流した。

## 歴代代表
- 共同代表（1995年12月16日～1996年6月3日）
  - 李基澤（イ・ギテク）
  - 金元基（キム・ウォンギ）
  - 張乙炳（チャン・ウルピョン）
- 総裁（1996年6月～1997年11月）
  - 李基澤（1996年6月4日～1997年8月4日）
  - 趙淳（チョ・スン、1997年8月28日～11月21日）

## 党勢推移
| 年            | 代           | 議席数 | 議席数 | 議席数 | 得票率 |
| 年            | 代           | 合計   | 地域区 | 全国区 | 得票率 |
| ------------- | ------------ | ------ | ------ | ------ | ------ |
| 1996年4月11日 | 第15代総選挙 | 15     | 9      | 6      | 11.2%  |